# رئيس قضاة المحكمة العليا في إندونيسيا

شعار المحكمة العليا الإندونيسية

رئيس قضاة المحكمة العليا في إندونيسيا (بالإندونيسية: Ketua Mahkamah Agung) هو رئيس المحكمة العليا في إندونيسيا.

## عملية الانتخاب
يتم انتخاب رئيس المحكمة العليا ونائبه بواسطة قضاة المحكمة العليا من بين أعضاء المحكمة. في بعض الأحيان تكون العملية مثيرة للجدل وتستقطب النقد العام. على سبيل المثال في أوائل عام 2012م تم الإبلاغ عن شائعات حول شراء الأصوات في صحافة جاكرتا مع تزايد التكهنات بشأن الترتيبات الجارية لاختيار رئيس قضاة جديد ليحل محل حريفين تومبا، الذي تقاعد من منصب رئيس المحكمة العليا في مارس 2012. وقيل إنها " منافسة شاملة "لمنصب رئيس المحكمة العليا بسبب التأثير الذي يشغله المنصب وشاع أن المنافسة قد تشمل مدفوعات".

## الراتب والبدلات
بناءً على اللائحة الحكومية رقم 75 لعام 2000، يحصل رئيس قضاة المحكمة العليا على راتب أساسي قدره 5.040.000 روبية كل شهر. بالإضافة إلى ذلك يتلقى رئيس قضاة المحكمة العليا بدل شهري قدره 120.609.000 روبية، على النحو المنصوص عليه في اللائحة الحكومية رقم 55 لعام 2014 بشأن الحقوق المالية والتسهيلات لقضاة المحكمة العليا والقضاة الدستورية.